# Монтесегале
Монтесе́гале (итал. Montesegale) — коммуна в Италии, располагается в регионе Ломбардия, в провинции Павия.
Население составляет 325 человек (2008 г.), плотность населения составляет 22 чел./км². Занимает площадь 15 км². Почтовый индекс — 27052. Телефонный код — 0383.
Покровителями коммуны почитаются святые Косма и Дамиан, целители безмездные, празднование в последнее воскресение сентября.

## Демография
Динамика населения:

## Администрация коммуны
- Официальный сайт: http://www.comune.montesegale.pv.it/

## Города-побратимы
- Вальбель (Франция)